# Gerald Halpin
Gerald Alexander Halpin (ur. 25 czerwca 1896 w Newtown, zm. 9 czerwca 1944 w Glebe) – australijski kolarz torowy, brązowy medalista mistrzostw świata.

## Kariera
Pierwszy sukces w karierze Gerald Halpin osiągnął w 1920 roku, kiedy zdobył brązowy medal w sprincie indywidualnym amatorów podczas mistrzostw świata w Antwerpii. W zawodach tych wyprzedzili go jedynie Holender Maurice Peeters i Brytyjczyk Thomas Johnson. Był to jedyny medal wywalczony przez Halpina na międzynarodowej imprezie tej rangi. W tym samym roku Australijczyk wystartował również na igrzyskach olimpijskich w Antwerpii, gdzie rywalizację w sprincie indywidualnym zakończył w półfinale.